# Цурубэ-отоси

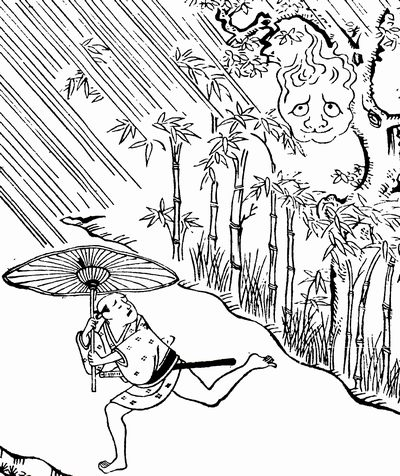
Цурубэ-отоби (вверху справа), иллюстрация из Кокон Хяку-моногатари Хёбан (古今百物語評判), около 1686 г.

Цурубэ-отоси (яп. 釣瓶落とし) — существо из японского фольклора, которое скрывается в кронах деревьев и падает на ничего не подозревающих людей. Имеет различные описания — иногда это своего рода они или тэнгу, иногда это головы без тел, и иногда — огненный шар (шаровая молния). Его наименование означает «быстрое снижение» или «падающее колодезное ведро», так как порой цурубэ-отоси сбрасывает сверху ведро, которым пытается зачерпнуть зазевавшегося человека.